# Еберхард фон Трир
Еберхард фон Трир, също Еберхард от Швабия (на немски: Eberhard von Trier, Eberhard von Schwaben, * ок. 1010, † 15 април 1066, Трир) е архиепископ на Трир от 1047 до 1066 г.

## Произход
Той е син на граф Ецелин от Швабия.
Еберхард е първо домпропст във Вормс. Император Хайнрих III, със съгласието на клеруса и населението, го прави през юни 1047 г. архиепископ на Трир. През 1048 г. Еберхард придружава епископа на Тул Бруно (Бруно фон Егисхайм-Дагсбург) в Рим, за да участва там в неговата интронизация за папа Лъв IX. През 1049 г. той пътува до Реймс и Майнц, за да участва в папския реформа-събор. След смъртта на Хайнрих III през 1056 г. той свиква с архиепископ Анно II от Кьолн, херцог Готфрид III Брадатия, лотарингския пфалцграф Хайнрих I и други лотарингски благородници княжеско събрание в Андернах (друго събрание там и през 1059), за да помагат на регентството на императрица Агнес.
През 1060 г. във войната против Люксембургския граф Конрад I той попада в плен в град Люксембург. Папа Николай II успява да го освободи. Еберхард е погребан в манастир Св. Паулин в Трир.